# Videix
 Videix  (en occitano Vidais) es una población y comuna francesa, situada en la región de Lemosín, departamento de Alto Vienne, en el distrito de Rochechouart y cantón de Rochechouart.

## Geografía
La población se sitúa junto al cráter producido hace unos 214 millones de años por el impacto de un meteorito.

## Demografía
| 443 | 393 | 338 | 282 | 252 | 243 | 244 |
| Para los censos de 1962 a 1999 la población legal corresponde a la población sin duplicidades (Fuente: INSEE [Consultar]) |     |     |     |     |     |     |